# Edmund Kornfeld
Edmund Carl Kornfeld (24 de febrero de 1919 – 22 de junio de 2012) fue un químico orgánico estadounidense que dedicó toda su carrera a la búsqueda de nuevas drogas. Su descubrimiento estrella, con la ayuda de otros científicos, fue un antibiótivo  que posteriormente fue llamado vancomicina.

## Biografía
Kornfeld se licenció en la Universidad del Temple en 1940 y su doctorado en química en la Universidad de Harvard en 1944. En 1946, fue fichado por la Eli Lilly and Company en Indianapolis, donde realizó la mayoría desus descubrimientos.
Kornfeld y su equipo descubireron un microbio, Streptomyces orientalis, que se encontró en muestras de suelo de Borneo. En 1953, descubrieron que este microbio producía un compuesto único que tenía la notable propiedad de matar a todas las bacterias estafilocócicas, incluidas las cepas resistentes a la penicilina. La capacidad del fármaco para inhibir los estafilococos fue estable durante los primeros ensayos, lo que sugiere que podría ser clínicamente útil durante un largo período.
Una de las mayores dificultades del equipo de Kornfeld fue purificar el nuevo componente. El método de purificación empleado durante ese periodo fue el ácido pícrico (un potencial explosivo químico) y que se desarrolló un proceso alternativo. Sin embargo, este nuevo método produjo material con una pureza de solo el 82% y, cuando se solubilizó, produjo un líquido marrón acertadamente denominado "barro de Mississippi". Sin embargo, debido a la necesidad de una alternativa a la penicilina en infecciones bacterianas resistentes, las preparaciones iniciales se consideraron lo suficientemente seguras para su uso en humanos.
La droga fue inyectada a un paciente que había desarrollado infecciones severas en su pie después de una operación en su pie y era reactivo a cualquier solución antibiótica. El equipo médico sugería o usar este antibiótico o la amputación. Su respuesta fue: «Cualquier cosa que pueda salvarme el pie». Debido a la propagación de la bacteria, se recomendó una dosis alta del antibiótico de 05865, 100 mg cada ocho horas, durante cinco días. Después del primer día, el calor estaba disminuyendo, su recuento de glóbulos blancos estaba disminuyendo y el exudado de su herida era menor. Durante los siguientes siete días, los estafilococos desaparecieron de la herida y su pie estaba libre de cualquier signo de infección. Dos meses después salió del hospital con el pie intacto.
El nuevo antibiótico fue llamado vancomicina,del término "vencer" (vanquish) y fue aprobado por la Administración de Alimentos y Medicamentos de los Estados Unidos en 1958.
En 1956 con la ayuda de Robert Burns Woodward, Kornfeld fue capaz de sintetizar el primer ácido lisérgico creado en laboratorio (LSD). Eli Lilly fue pensado para tratar la ansiedad, la depresión, la adicción y las enfermedades psicosomáticos.
La investigación de Kornfeld también llevó al descubrimiento de la pergolida como medicamento para la enfermedad del Parkinson.